# Pseuderemias striatus
Espèce
Synonymes
- Eremias brenneri var. striatus Peters, 1874
- Eremias striatus gardoensis Arilla, Balletto & Spanò, 1965

Statut de conservation UICN

 DD  : Données insuffisantes
Pseuderemias striatus est une espèce de sauriens de la famille des Lacertidae.

## Répartition
Cette espèce se rencontre en Somalie, en Éthiopie, à Djibouti et au Kenya.

## Liste des sous-espèces
Selon The Reptile Database (23 mars 2013) :
- Pseuderemias striatus gardoensis (Arillo, Balletto & Spanò, 1965)
- Pseuderemias striatus striatus (Peters, 1874)

## Publications originales
- Arillo, Balletto & Spanò, 1965 : II e III spedizione Scortecci in Migiurtinia: il genere Eremias Wiegmaan (Reptilia, Lacertidae). Bollettino dei Musei e degli Istituti Biologici della Universita di Genova, vol. 33, p. 85-109.
- Peters, 1874 : Über einige neue Reptilien (Lacerta, Eremias, Diploglossus, Euprepes, Lygosoma, Sepsina, Ablepharus, Simotes, Onychocephalus). Monatsberichte der Königlich preussischen Akademie der Wissenschaften zu Berlin, vol. 1874, p. 368-377 (texte intégral).